# Bita śmietana

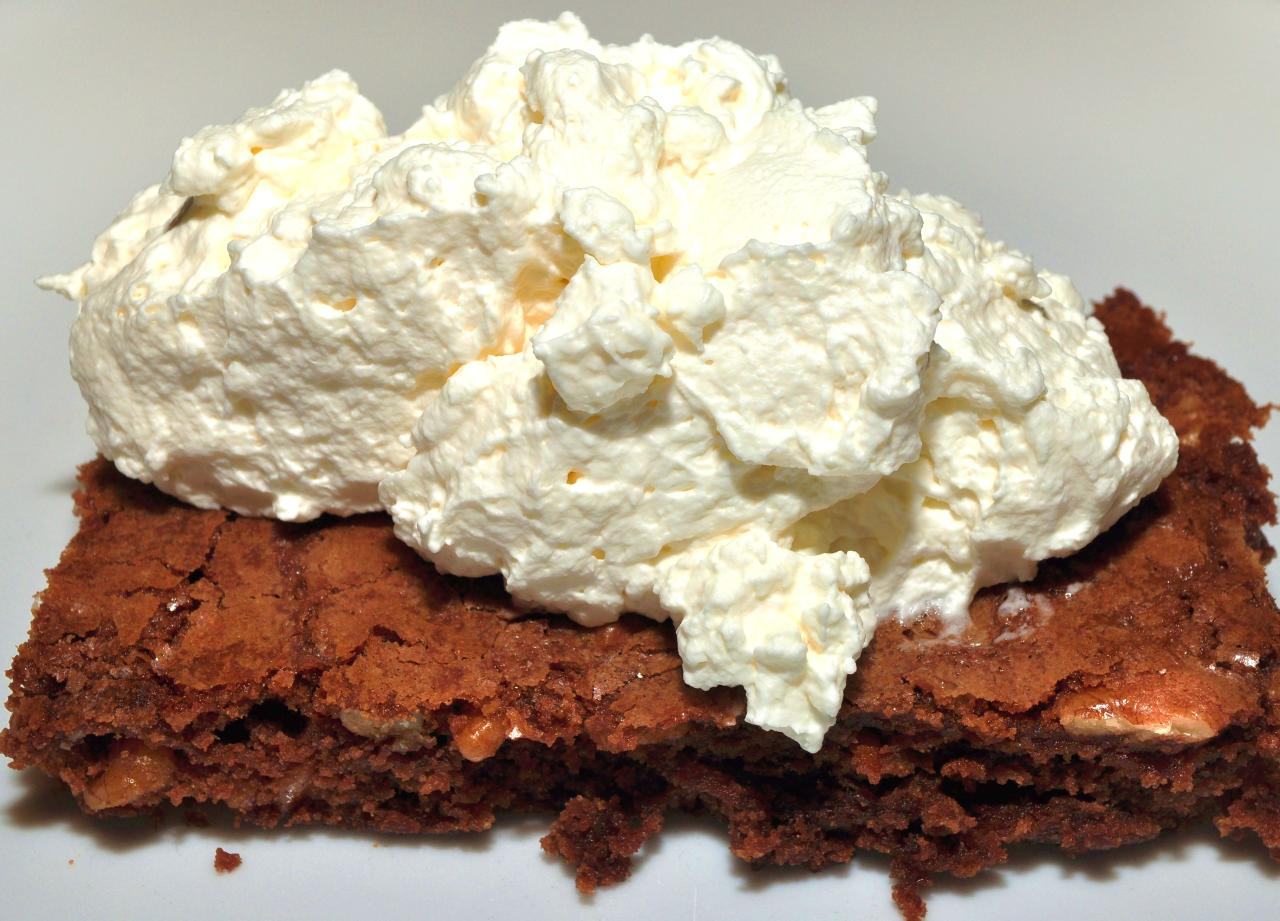
Porcja ciasta z bitą śmietaną

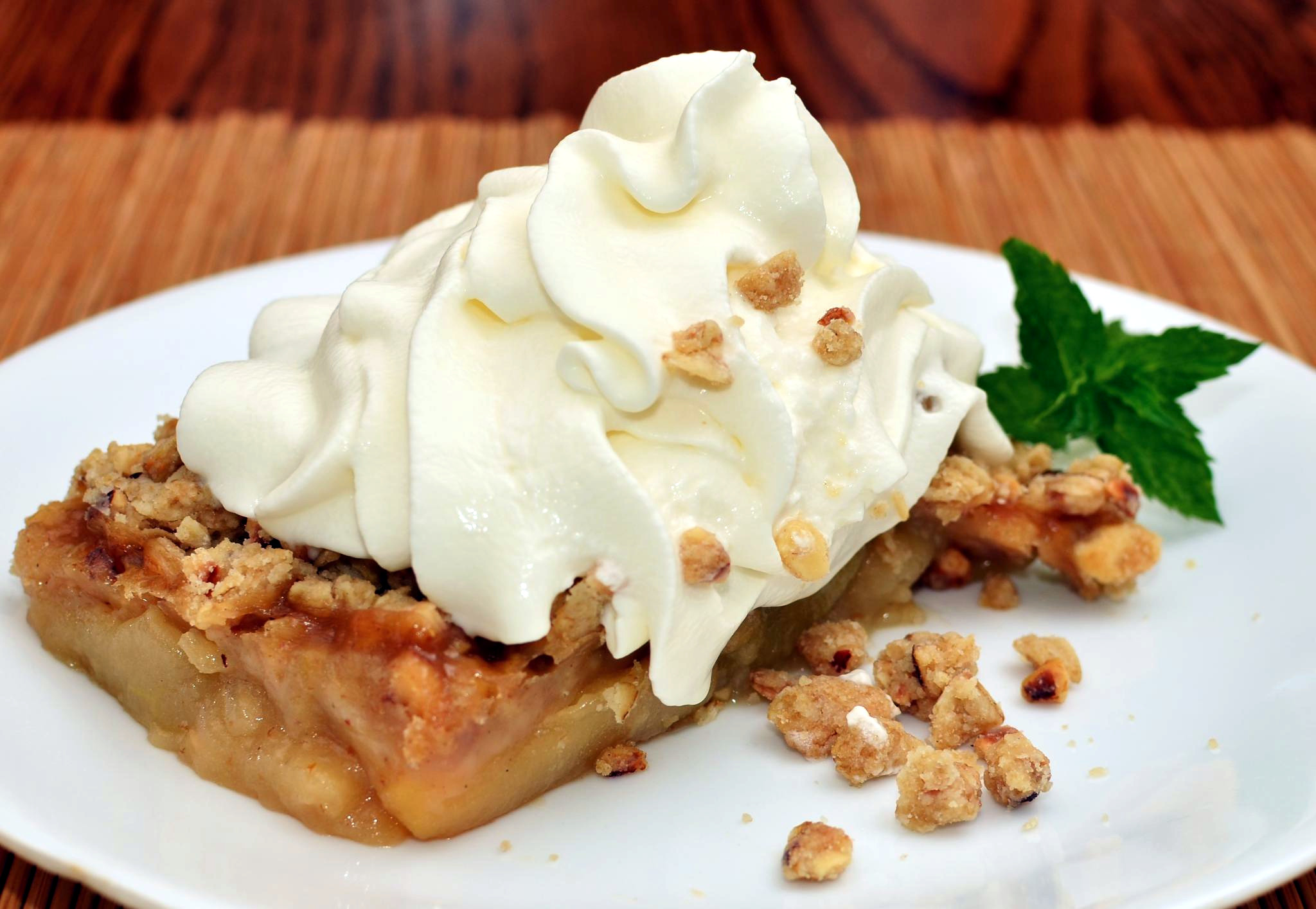
Bita śmietana jako dodatek do szarlotki

Bita śmietana – śmietana lub śmietanka, zawierająca zazwyczaj więcej niż 30% tłuszczu, napowietrzona.
Technicznie rzecz ujmując, bita śmietanka jest jednocześnie emulsją i pianą. Powietrze wtłaczane podczas ubijania zostaje uwięzione pod postacią pęcherzyków z błonami białkowymi, otoczonych zemulgowanym tłuszczem. 
Pierwsze znane przekazy o stworzeniu bitej śmietany dotyczą balu na dworze Ludwika XIV w 1671 r., gdzie przygotował ją François Vatel. Prawdopodobnie jednak była ona znana wcześniej. Przepis na bitą śmietanę („pianę”) pojawia się w pierwszej polskiej książce kucharskiej, Compendium ferculorum, albo Zebranie potraw Stanisława Czernieckiego, wydanej w 1682 roku (zobacz więcej w artykule rurka z kremem w sekcji Historia):

 Weźmij śmietany gęstej słodkiej tak wiele, ile potrzebaż, przydaj cukru tłuczonego, rób puszką, której do ciasta używasz, tak długo, aż się piana wedźmie, którą na misę wyłożywszy, ulipkami obłóż, a pocukrowawszy, daj. (…).

W literaturze gastronomicznej występuje pojęcie kremu bita śmietanka (lub kremu z bitej śmietany). Powstaje on poprzez krótkie ubicie schłodzonej śmietanki (30% lub 36%) dodając pod koniec ubijania cukier puder i wanilinę (lub etylowanilinę). Krem bita śmietanka zaliczany jest do kremów do tortów z grupy produkowanych na zimno. Jest to wyrób nietrwały, przeznaczony do konsumpcji w ciągu 6 godzin (gdy przechowywany w temp. ok. 6°C). W celu utrwalenia kremu, pod koniec ubijania obok wymienionych składników dodaje się rozpuszczoną żelatynę. Dawniej używano do tego celu karuku. Bite śmietanki w sprayu (z tlenkiem diazotu) zwykle wytwarzane są ze śmietanki 20%.
Mocno słodka bita śmietanka nazywana jest crème chantilly.
Ubitą kwaśną śmietanę wykorzystuje się jako składnik gęstych sosów oraz jako dodatek do legumin i innych deserów.

## Regulacje
Decyzją Trybunału Sprawiedliwości Unii Europejskiej z 2017 roku termin „bita śmietanka” (jako chantilly) co do zasady zarezerwowany jest wyłącznie dla przetworów mleka zwierzęcego, podobnie jest w wypadku pojęć: mleko, ser, śmietana, masło i jogurt. Dotyczy to też nazw: bita śmietana, kefir, maślanka.